# چمپیونشیپ اسکاتلند
چمپیونشیپ اسکاتلند (انگلیسی: Scottish Championship) دومین لیگ فوتبال معتبر در کشور اسکاتلند است.
این لیگ گه در سال ۲۰۱۳ تشکیل شده دارای ۱۲ تیم می‌باشد.